# Сборная Польши по пляжному футболу
Национальная сборная Польши по пляжному футболу представляет Польшу на международных соревнованиях пляжному футболу и контролируется Польским футбольным союзом.

## Состав
Примечание: Флаги указываются, так как игрок может иметь более одного гражданства по правилам ФИФА.
| №  |        | Позиция | Игрок            |
| -- | ------ | ------- | ---------------- |
| 1  | Польша | Вр      | Патрик Собчак    |
| 12 | Польша | Вр      | Мацей Марциняк   |
| 2  | Польша | Защ     | Филипп Гац       |
| 3  | Польша | Защ     | Мацей Данилюк    |
| 4  | Польша | Нап     | Конрад Кубяк     |
| 6  | Польша | Защ     | Артур Поплавский |
| 9  | Польша |         | Карим Мадани     |

| №  |        | Позиция | Игрок            |
| -- | ------ | ------- | ---------------- |
| 10 | Польша |         | Даниэль Баран    |
| 11 | Польша | Нап     | Пётр Клепчарек   |
| 13 | Польша |         | Павел Фришкемут  |
| 14 | Польша | Защ     | Якуб Есионовский |
| 15 | Польша | Нап     | Томаш Позняк     |
| 20 | Польша | Нап     | Камиль Шлосер    |

Тренер:  Мартин Станиславский